# Gorgonen

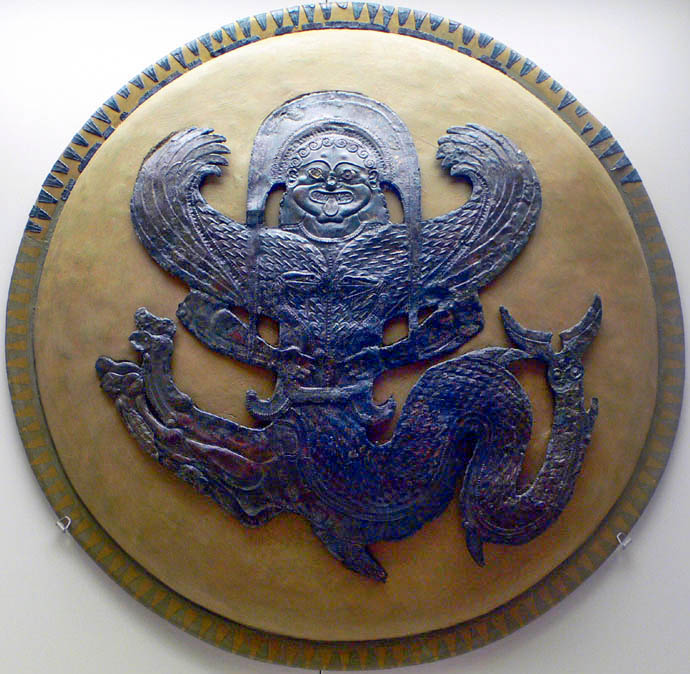
Schildzeichen mit Gorgo-Mischwesen. 2. Hälfte des 6. Jh. v. Chr., Archäologisches Museum Olympia

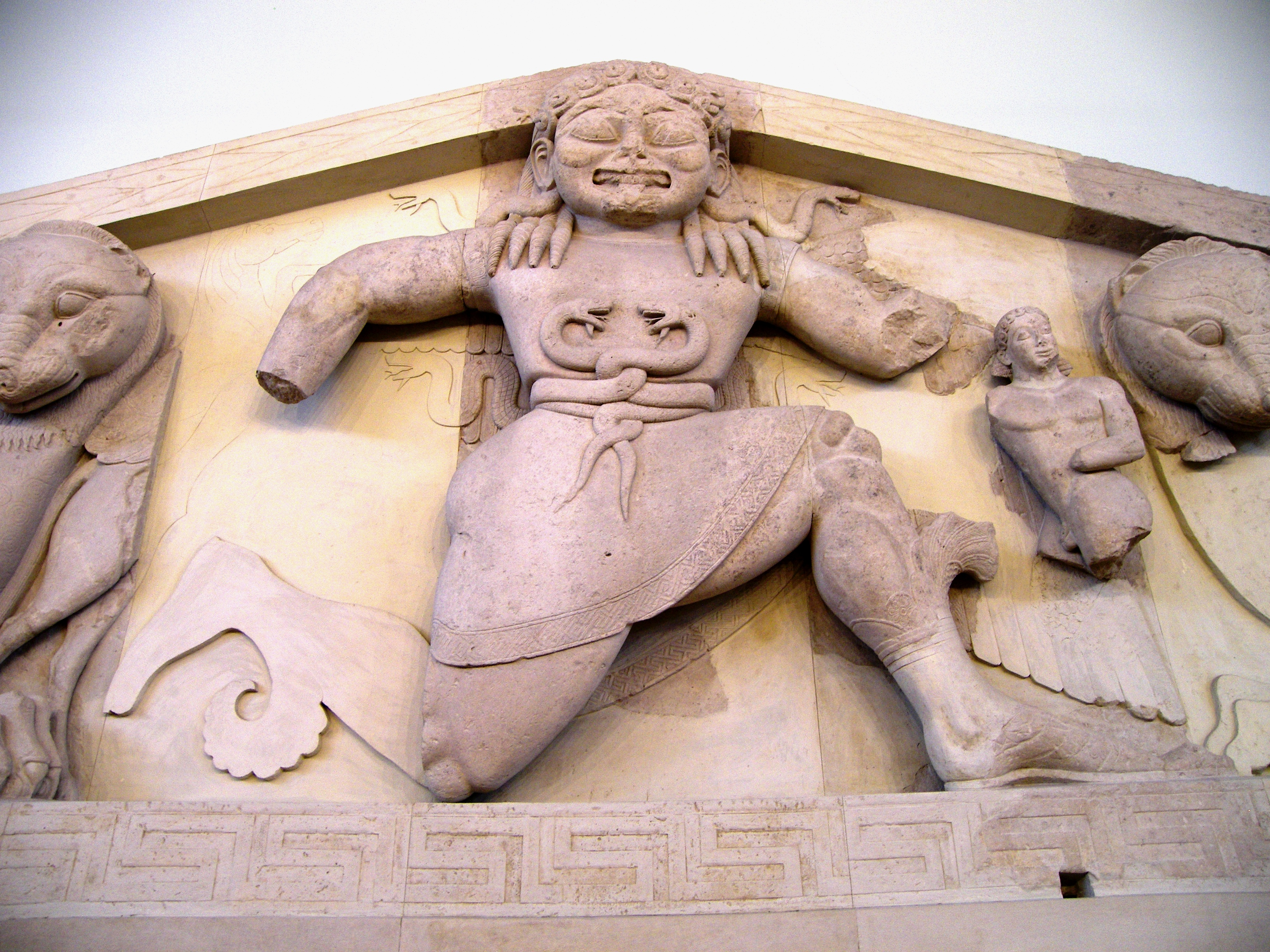
Eine archaische Gorgone (ca. 580 v. Chr.), dargestellt auf einem Giebel des Tempels der Artemis in Korfu, Archäologisches Museum Korfu

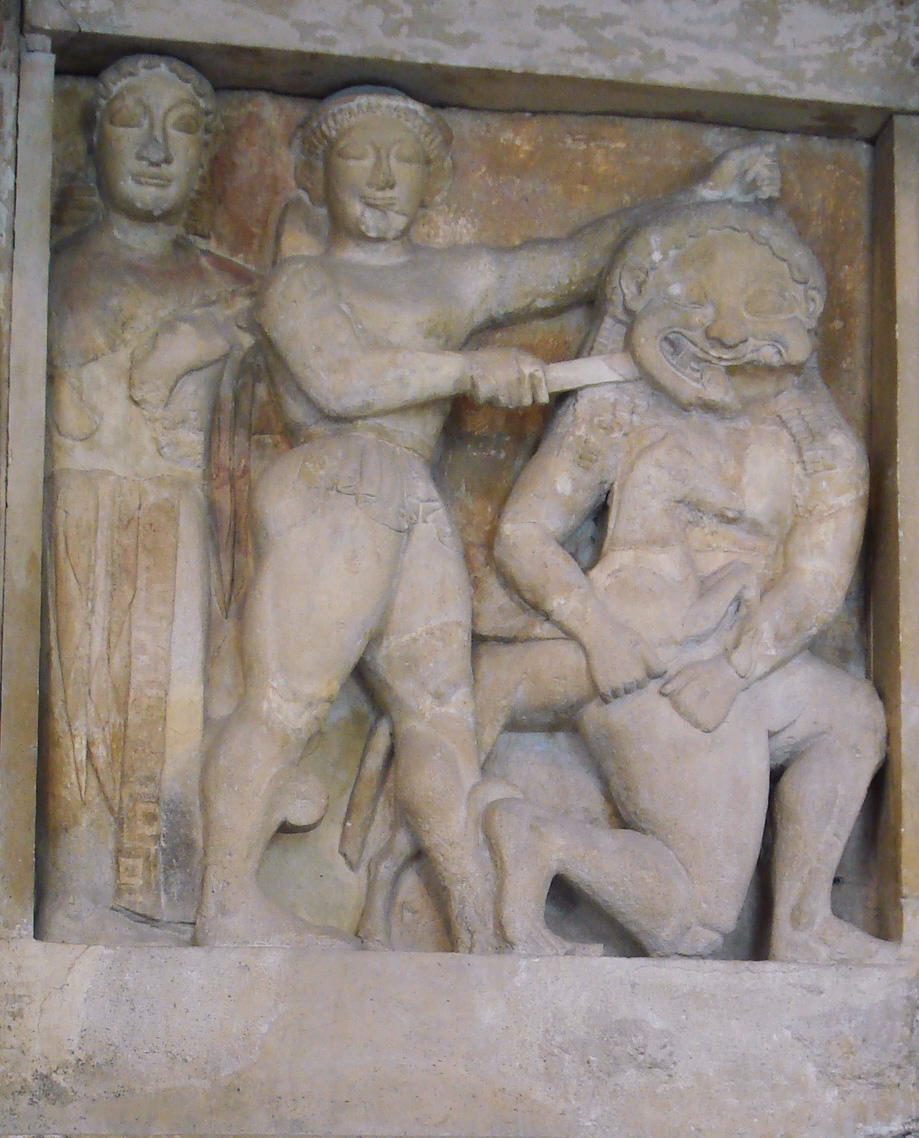
Perseus tötet Medusa, Tempel C in Selinus, Sizilien, Mitte 6. Jh. v. Chr.; Museo Archeologico Salinas

Die Gorgonen (altgriechisch γοργόνες gorgónes, von γοργώς gorgṓs, deutsch ‚schrecklich‘), Singular Gorgone (Γοργών Gorgṓn) oder Gorgo (Γοργώ Gorgṓ), sind in der griechischen Mythologie drei geflügelte Schreckgestalten mit Schlangenhaaren, die jeden, der sie anblickt, zu Stein erstarren lassen.

## Mythos
Die Gorgonen sind die Töchter des Phorkys und der Keto. Ihre Namen lauten: Stheno (auch Stheino und Sthele), Euryale und Medusa. Medusa ist die einzige Sterbliche unter ihnen und wurde von Perseus enthauptet. Der Kopf dieser Gorgone wurde der Göttin Athene gebracht. Zahlreiche Bildnisse der Athene zeigen sie mit der Aigis und Gorgonenhaupt auf ihrer Brust.
Homer spricht noch von lediglich einer einzigen Gorgo. Hesiod nennt um 700 v. Chr. dann allerdings drei Gorgonen, nämlich Stheno (die Mächtige), Euryale (die Weitspringerin) und die „leidgeprüfte“ Medusa (die Königin). Ihre Heimat war der äußerste westliche Rand der damals bekannten Welt (das Atlasgebirge), spätere Mythografen nennen auch Libyen als ihre Heimat.
In der neugriechischen Sagenwelt findet sich ein volkstümlicher Reflex der auf Pseudo-Kallisthenes zurückgehenden Fassung des Alexanderromans aus dem 3. Jahrhundert. In dieser Sagenwelt wurde die Gorgone zu einer Schwester Alexanders des Großen, die sich durch eine Vermischung verschiedener Wesenszüge auszeichnet: Sie vereint Elemente der Sirene, der Skylla und der Medusa. In einer der Sagen lebt sie im Wasser und fragt die Besatzung jedes vorbeikommenden Schiffes, ob Alexander noch lebe. Lautet die Antwort „nein“, so zieht sie das Schiff mitsamt den Seeleuten zu sich hinab. Die Auskunft, die dem Schiffer sein Leben bewahrt, lautet: „Er lebt und herrscht als König!“ (Ζεῖ καὶ βασιλεύει Zeí kaì basileúei ).

## Darstellungen

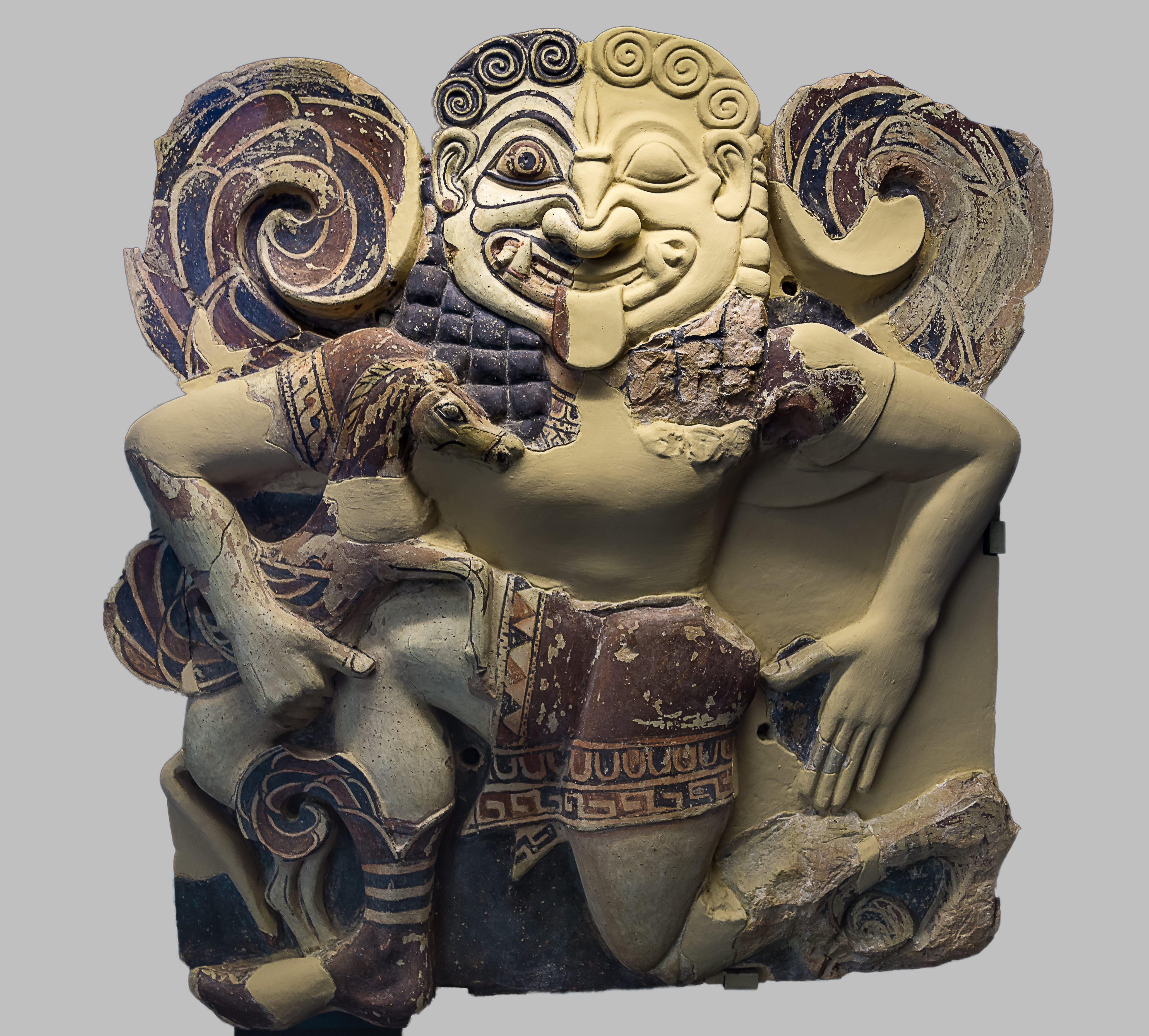
Terrakottaplakette aus dem 7. Jahrhundert v. Chr. (Syrakus), die eine geflügelte Gorgoneion darstellt, die in der schematischen archaischen Art läuft. In der rechten Hand hält sie Pegasos, das geflügelte Pferd, das laut Mythos aus dem ausgetretenen Blut der enthaupteten Medusa geboren wurde

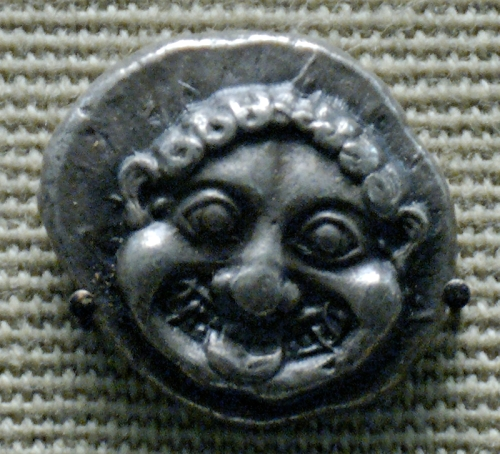
Gorgonenhaupt auf einer attischen Drachme, ca. 520 v. Chr.

Frühe bildliche Darstellungen der Gorgonen finden sich unter anderem in der griechischen schwarzfigurigen Vasenmalerei. Ihre verzerrten Gesichter werden durch die große Mundpartie mit zahlreichen, oft spitzen Zähnen und heraushängender Zunge gekennzeichnet. Sie verfügen über Flügel und auch Schlangen kommen als Körperteile früh vor, die allerdings nicht unbedingt am Kopf, sondern beispielsweise auch an den Schultern ansetzen können. Im Unterschied zu den übrigen abgebildeten menschlichen und mythologischen Figuren in der archaischen Vasenmalerei sind ihre Gesichter nicht im Profil, sondern in Frontalansicht dargestellt.
In der Antike und seit der Renaissance findet man Abbildungen des Gorgonenhauptes – Gorgoneion genannt – wegen seiner nachgesagten apotropäischen Wirkung auf Schutzschilden, Amuletten und Grabsteinen. Auch an Gebäuden und Gefäßen angebrachte Gorgonenhäupter sind häufig und sollen vor unbefugtem Zutritt beziehungsweise Zugriff schützen. In der griechischen Mythologie erweckte Gorgonenblut, welches der rechten Körperhälfte entnommen wurde, Tote zu neuem Leben, wogegen man dem der linken Körperhälfte entnommenen Blut eine akute, garantiert tödliche Wirkung nachsagte.

## Sonstiges
Im Jahr 1884 verfasste der griechische Dichter Georgios Drosinis sein Gedicht Die Gorgone, 1949 der Schriftsteller Stratis Myrivilis den Roman Die Madonna mit dem Fischleib (Η Παναγιά η Γοργόνα I Panagiá i Gorgóna). Das Thema schlug sich auch in der Neuen Musik nieder, so komponierte Christopher Rouse 1984 seine Sinfonische Dichtung „Gorgon“, und Stacy Garrop widmete Medusa 2007 in ihrer „Mythology Symphony“ den ersten Satz.
Nach den Gorgonen ist die ausgestorbene Tiergruppe der Gorgonopsia benannt, welche im mittleren und oberen Perm die dominante Gruppe der Fleischfresser bildeten. Eine rezente Tierfamilie sind die Gorgonenhäupter.